# Darby and Tarlton
Darby and Tarlton waren ein US-amerikanischer Old-Time-Duo. Die beiden Musiker waren frühe Stars der Country-Musik, damals noch Hillbilly oder Old-Time genannt, und hatten einen großen Einfluss auf spätere Musiker ihres Genres.

## Karriere
Jimmie Tarlton wurde 1892 als Sohn einer Baumwollpflückerfamilie in Chesterfield County, South Carolina, geboren. Seine Eltern brachten ihm Banjo spielen bei und brachten ihn mit traditionellen alten Folksongs, genannt Traditionals, in Berührung. Im Alter von 12 erlernte Tarlton von schwarzen Arbeitern auf den Feldern, wie man Gitarre spielte und adaptierte ihre Slide-Methoden. Für gewöhnlich nutzten Bluesmusiker einen abgebrochenen Flaschenhals zum Spielen, um so einen langgezogenen Ton zu erzeugen. Als junger Mann verdiente Tarlton sein Geld damit, als Straßenmusiker durch die Lande zu ziehen. Während eines Aufenthalts in Kalifornien lernte er den berühmten Musiker Frank Ferera kennen, der ihm den weicheren Stil der Hawaiian-Musik zeigte.
Später ließ Tarlton sich in Columbus, Georgia, nieder, wo er den Gitarristen Tom Darby (* 1884) kennenlernte. Darby war verwandt mit dem Hillbilly-Star Riley Puckett und hatte seine Fertigkeiten als Sänger ebenfalls von Bluesmusikern erlernt. Ein lokaler Talentscout ermutigte die beiden Musiker, sich zusammenzutun und arrangierte ein Vorspiel bei Columbia Records, die sie unter Vertrag nahmen. Ihre erste Single erschien 1927 mit dem Komikstück Down In Florida On a Hog.
Bereits ihre nächste Single, Birmingham Jail auf der A-Seite und der Columbus Stockade Blues auf der B-Seite, brachte dem Duo ihren größten Erfolg. Mit fast 200.000 verkauften Kopien reichte der Erfolg fast an den von Gid Tanner's Skillet Lickers oder Riley Puckett an. Darby und Tarlton erhielten jedoch nur jeweils 75 Dollar für ihre Leistungen. In der Folgezeit gelangen ihnen Anschlusserfolge mit Birmingham Jail #2, Lonesome Railroad, Traveling Yodel Blues und Heavy Hearted Blues und tourten mit Gid Tanner und seinen Skillet Lickers, den Delmore Brothers und den Dixon Brothers. Nach Streitigkeiten mit Columbia 1929 spielten Darby und Tarlton 1930 ihre letzte Session ein und gingen danach getrennte Wege. Lediglich 1932 und 1933 nahmen sie für RCA Victor und ARC Records jeweils eine Platte auf. 1935 gaben beide die Musik völlig auf.
Lange Zeit wurden Darby und Tarlton vergessen; erst während des Folk-Revivals in den 1960er-Jahren wurde das Duo „wiederentdeckt“. Für kurze Zeit spielten sie wieder zusammen auf verschiedenen Festivals und gaben Konzerte sowie einige Interviews, doch danach brach das Duo wieder auseinander. Lediglich Tarlton hatte länger etwas von seinem Erfolg. Er veröffentlichte ein Album, war lange Zeit in der Presse und unternahm Tourneen.
Jimmie Tarlton starb 1979, Tom Darby bereits 1971.

## Werk
Jimmie Tarlton wird vor allem als Pionier der Steel Guitar gesehen. Als einer der ersten, die dieses Instrument in der Country-Musik anwandten (neben ihm Cliff Carlisle), hatte er einen nicht zu unterschätzenden Einfluss auf die spätere Country-Musik. Es waren vor allem auch Künstler wie die Delmore Brothers und die Allen Brothers, die später sagten, von ihm beeinflusst worden zu sein. Tom Darby dagegen gilt als einer der talentiertesten Sänger der frühen Country-Musik, vor allem durch seinen unüberhörbaren Blues-Einfluss. Songs wie Birmingham Jail und Columbus Stockade Blues gelten heute als Klassiker des Country.

## Diskographie

### Singles
Siehe auch: The Alabama Barnstormers
| Jahr                    | Titel | Anmerkungen                         |
| ----------------------- | --- | ----------------------------------- |
| Columbia Records        | |                                     |
| 1927                    | Down In Florida On A Hog / Birmingham Town |                                     |
| 1927                    | Birmingham Jail / Columbus Stockade Blues |                                     |
| 1927                    | After The Ball / I Can’t Tell Why I Love You |                                     |
| 1928                    | The Irish Police / The Hobo Tramp |                                     |
| 1928                    | Mexican Rag / Alto Waltz |                                     |
| 1928                    | Heavy Hearted Blues / Traveling Yodel Blues |                                     |
| 1928                    | The Rainbow Division / Country Girl Valley |                                     |
| 1928                    | Birmingham Jail #2 / Lonesome Railroad |                                     |
| 1928                    | If You Ever Learn To Love Me / If I Had Listened To My Mother |                                     |
| 1928                    | Down In The Old Cherry Orchard / When The Bluebirds Nest Again |                                     |
| 1928                    | Touring Yodel Blues / Slow Wicked Blues |                                     |
| 1928                    | Birmingham Rag / Sweet Sarah Blues |                                     |
| 1929                    | The New York Hobo / Black Jack Moonshine |                                     |
| 1929                    | All Bound Down In Texas / Ain’t Gonna Marry No More |                                     |
| 1929                    | Little Bessieⓘ / I Left Her At The River |                                     |
| 1929                    | Whistling Songbird / Freight Train Rambler |                                     |
| 1930                    | Jack and May / Captain Won’t You Let Me Go Home |                                     |
| 1930                    | Faithless Husband / My Father Died A Drunkard |                                     |
| 1930                    | My Little Blue Heaven / On The Banks of a Lonely River |                                     |
| 1931                    | Mapple On The Hill / Little Ola |                                     |
| 1931                    | Pork Chops / Hard Time Blues |                                     |
| 1931                    | When You’re Far Away From Home / Beggar Joe |                                     |
| 1932                    | The Black Sheep / Once I had A Sweetheart |                                     |
| 1932                    | Gambling Jim / Lonesome In The Pines |                                     |
| 1932                    | Risin’ Sun Blues / Frankie Dean |                                     |
| 1933                    | Goin’ Back To My Texas Home / Down Among The Sugar Cane |                                     |
| RCA Victor              | |                                     |
| 1932                    | Thirty Years in Kilbie Prison / Once I Had a Fortune |                                     |
| Banner Records          | |                                     |
| 1933                    | Let’s be Friends Again / By The Old Oaken Bucket, Louise |                                     |
| Unveröffentlichte Titel | |                                     |
|                         | - Sleeping In The Mager - Daddy Won’t Have No Easy Ride Here - Where The River Shannon Flows - The Blue and the Gray - Lonesome Frisco Line - What Is Home Without Love | Columbia Records (unveröffentlicht) |
|                         | - I Long For The Pines - Hitch Hike Bums - Baby I Can’t Use You - Black Sheep                                                                                           | ARC Records (unveröffentlicht)      |

### Alben
- 1994: On The Banks Of A Lonesome River
- 1995: Complete Recordings (Bear Family)
- 2003: Ooze Up To Me
- 2005: Darby and Tarlton (JSP Records, UK)